# Passiflora emarginata
Passiflora emarginata là một loài thực vật có hoa trong họ Lạc tiên. Loài này được Bonpl. mô tả khoa học đầu tiên năm 1806.